# Sekret Freuda
Sekret Freuda (oryginalny tytuł The Interpretation of Murder) – pierwsza książka amerykańskiego pisarza Jeda Rubenfelda wydana w 2006 r.

## Opis
Dzień po przyjeździe Zygmunta Freuda do Nowego Jorku podczas jego pierwszej i jedynej podróży do Stanów Zjednoczonych w jednym z apartamentowców na Broadwayu zostaje znaleziona zamordowana młoda kobieta. Następnej nocy inna młoda kobieta, Nora Acton, zostaje zaatakowana w ten sam sposób. Znaleziono ją przywiązaną do żyrandola w domu jej rodziców. Nie jest w stanie wypowiedzieć żadnego słowa, ani przypomnieć sobie wydarzeń z tamtej nocy. Niedługo później Freud i jego amerykański wspólnik, Stratham Younger, starają się pomóc pannie Acton w odzyskaniu pamięci i odkryciu kim jest morderca. Jest to zagadka, której rozwiązanie prowadzi do najciemniejszych zakątków miasta i ludzkiego umysłu.

## Bohaterowie „Sekretu Freuda”
- Sigmund Freud
- Carl Gustav Jung
- Abraham Brill
- Rose Brill
- Sándor Ferenczi
- George B. McClellan, Burmistrz miasta Nowy Jork
- Stratham Younger, Dr. (postać fikcyjna) główny bohater i narrator
- Nora Acton (postać fikcyjna) postać oparta na jednej z pacjentek Freuda o pseudonimie „Dora” (Ida Bauer)
- Pan Harcourt Acton i Pani Acton, rodzice Nory
- George Banwell, właściciel firmy budowlanej(postać fikcyjna)
- Clara Banwell, żona George’a Banwella (postać fikcyjna)
- Jimmy Littlemore, detektyw (postać fikcyjna)
- Charles Hugel, koroner (postać fikcyjna)
- G. Stanley Hall
- Ernest Jones
- Smith Ely Jelliffe, Dr, publicysta
- „Triumwirat”:
  - Charles Loomis Dana
  - Bernard Sachs
  - M. Allen Starr
- Elizabeth Riverford (postać fikcyjna)
- Pan i Pani Biggs (postacie fikcyjne), służący państwa Actonów
- Betty Longobardi (postać fikcyjna)
- Chong Sing
- Leon Ling, alias William Leon (postać fikcyjna)
- Seamus Malley (postać fikcyjna)
- Harry Thaw
- Elsie Sigel, wnuczka generała Franza Sigela
- Pan i Pani Sigel, rodzice Elsie